# 施瓦賓巴赫河

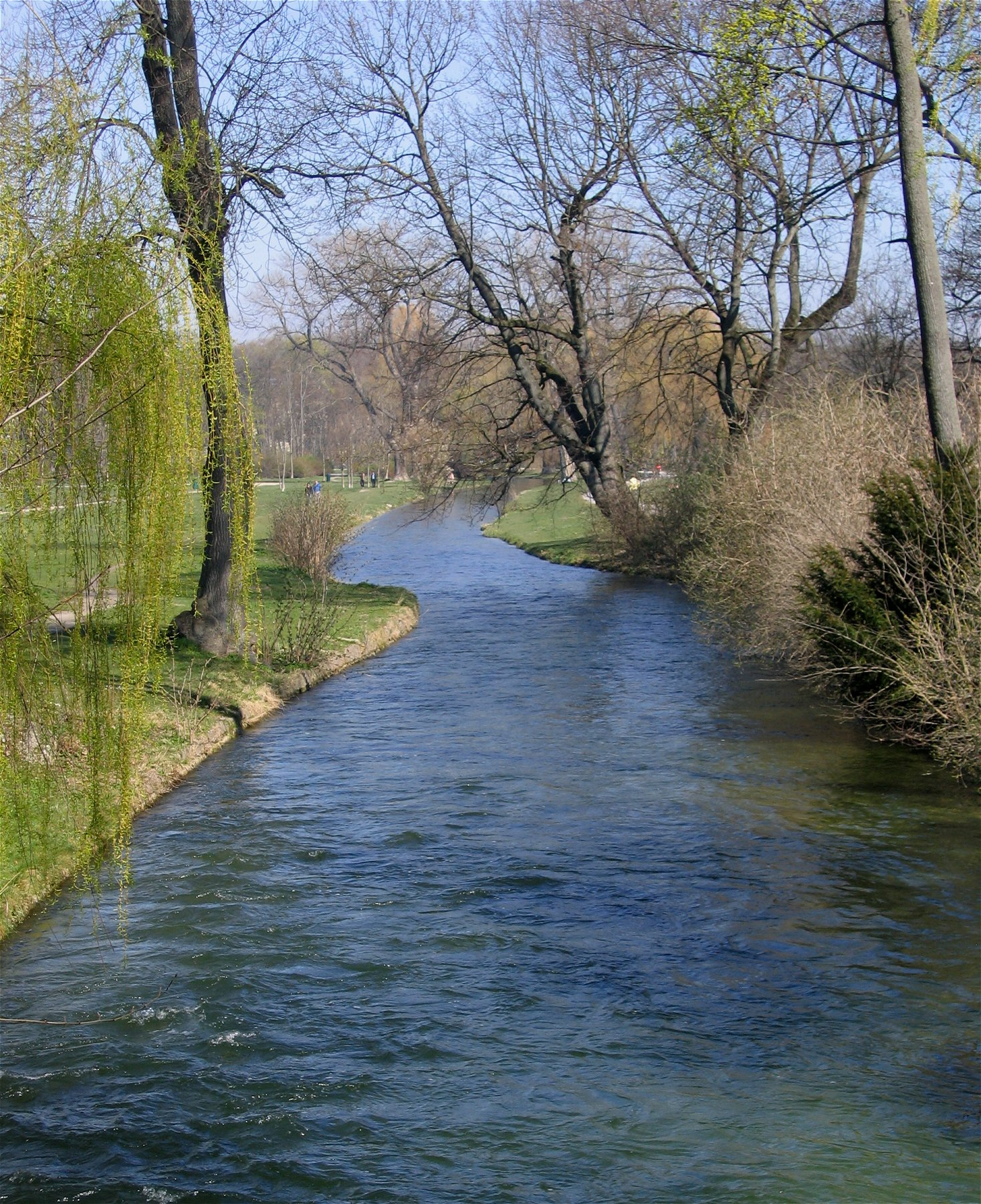
施瓦冰爾河

施瓦冰爾河（德語：Schwabinger Bach），是德國的河流，位於該國東南部，由拜仁州負責管轄，屬於伊薩爾河的支流，河道全長16.4公里，河口處在慕尼黑附近加興。